# Dyckia limae
Dyckia limae är en gräsväxtart som beskrevs av Lyman Bradford Smith. Dyckia limae ingår i släktet Dyckia och familjen Bromeliaceae. Inga underarter finns listade i Catalogue of Life.